# Sematophyllum warmingii
Sematophyllum warmingii är en bladmossart som beskrevs av William Russell Buck 1998. Sematophyllum warmingii ingår i släktet Sematophyllum och familjen Sematophyllaceae. Inga underarter finns listade i Catalogue of Life.